# 法权基础论
法权基础论是中华人民共和国怀仁堂政变后批判的四人帮理论之一。指的是姚文元《论林彪反党集团的社会基础》中的话“资产阶级法权的存在，则是产生新的资产阶级分子的重要的经济基础。”批判文章认为，法权关系属于上层建筑范畴，是经济关系的反映，“法权基础论”是对马克思主义的根本背叛。 还有文章认为，姚文元实际上指的是按劳分配是产生资本主义的经济基础，这一观点是根本错误的。